# Juan de Castilla (torero)
Juan Pablo Correa Sánchez artísticamente conocido como Juan de Castilla (7 de septiembre de 1994, Medellín) es un torero colombiano en activo.

## Biografía
Juan de Castilla nació en 7 de septiembre de 1994 en Medellín aunque se encuentra afincado en Fuentelencina.

## Carrera profesional

### Novillero
El 15 de agosto de 2010 hizo su debut en público.
El 30 de agosto de 2014 debutó con picadores en Sacedón (Provincia de Guadalajara) acartelado junto a Alfonso López Bayo y Martín Escudero con novillos de José Luis Pereda y la Rosaleda.
Se presentó en Las Ventas el 20 de septiembre de 2015 acartelado junto a Miguel Ángel León y David Fernández con novillos de Villamarta.

### Matador de toros
El 28 de enero de 2017 tomó la alternativa en la Plaza de toros de Medellín teniendo de padrino a Enrique Ponce y de testigo a Andrés Roca Rey con toros de Ernesto Gutiérrez.
El 28 de enero de 2018 confirma alternativa en la Plaza de toros de Bogotá con Enrique Ponce de padrino y Roca Rey de testigo con toros de Juan Bernardo Caicedo, salieron los tres por la puerta grande.
El 22 de septiembre de 2019 sufrió una grave cornada en Vilaviciosa de Odón.
El 1 de marzo de 2020 indulto un toro en Bogotá, estaba acartelado junto a Sebastián Castella y Roca Rey, el toro de nombre 'talentoso' perteneciente a la ganadería Juan Bernardo Caicedo con el número 63 fue indultado.